# Možiček
Možiček je prvi slovenski balet oz. enodejanka pantomima, ki jo je v Gradcu skomponiral slovenski skladatelj Josip Ipavec. Kmalu po premieri je bila večkrat uprizorjena v Gradcu, Mariboru, Ljubljani, Novem mestu in Celovcu. Kot prva baletna enodejanka v Slovenskem narodnem gledališču Maribor je bil Možiček uprizorjen 27. aprila 1926.